# 물방개상과
물방개상과(학명: Dytiscoidea)는 딱정벌레목에 속하는 상과 중의 하나이다. 물방개과를 포함하고 있다.

## 하위 과
- 백두벌레과 (Amphizoidae)
- 아스피디테스과 (Aspidytidae)
- 물방개과 (Dytiscidae)
- 히그로비아과 (Hygrobiidae)
- 메루과 (Meruidae)
- 자색물방개과 (Noteridae)